# Нижній Волок
Нижній Волок (рос. Нижний Волок) — присілок в Сухиницькому районі Калузької області Російської Федерації.
Населення становить 21 особу. Входить до складу муніципального утворення Село Дабужа.

## Історія
Від 2004 року входить до складу муніципального утворення Село Дабужа

## Населення
| 2002 | 2010 |
| ---- | ---- |
| 27   | ↘21  |